# Xã Duval, Quận Jasper, Missouri
Xã Duval (tiếng Anh: Duval Township) là một xã thuộc quận Jasper, tiểu bang Missouri, Hoa Kỳ. Năm 2010, dân số của xã này là 839 người.